# Риндж (Нью-Гемпшир)
Риндж (англ. Rindge) — місто (англ. town) в США, в окрузі Чешир штату Нью-Гемпшир. Населення — 6476 осіб (2020).

## Демографія
Згідно з переписом 2010 року, у місті мешкало 6014 осіб у 1805 домогосподарствах у складі 1316 родин. Було 2224 помешкання
Расовий склад населення:
| - 95,6 % — білих - 1,3 % — чорних або афроамериканців - 0,9 % — азіатів - 0,1 % — корінних американців |

До двох чи більше рас належало 1,6 %. Частка іспаномовних становила 1,3 % від усіх жителів.
За віковим діапазоном населення розподілялося таким чином: 20,0 % — особи молодші 18 років, 70,5 % — особи у віці 18—64 років, 9,5 % — особи у віці 65 років та старші. Медіана віку мешканця становила 29,7 року. На 100 осіб жіночої статі у місті припадало 103,3 чоловіків;  на 100 жінок у віці від 18 років та старших — 101,8 чоловіків також старших 18 років.
Середній дохід на одне домашнє господарство  становив 82 116 доларів США (медіана — 68 250), а середній дохід на одну сім'ю — 91 911 долар (медіана — 82 917). Медіана доходів становила 55 509 доларів для чоловіків та 41 694 долари для жінок. За межею бідності перебувало 9,6 % осіб, у тому числі 4,0 % дітей у віці до 18 років та 2,1 % осіб у віці 65 років та старших.
Цивільне працевлаштоване населення становило 2692 особи. Основні галузі зайнятості: освіта, охорона здоров'я та соціальна допомога — 26,4 %, виробництво — 15,9 %, будівництво — 15,6 %.